# Khudai Khidmatgar

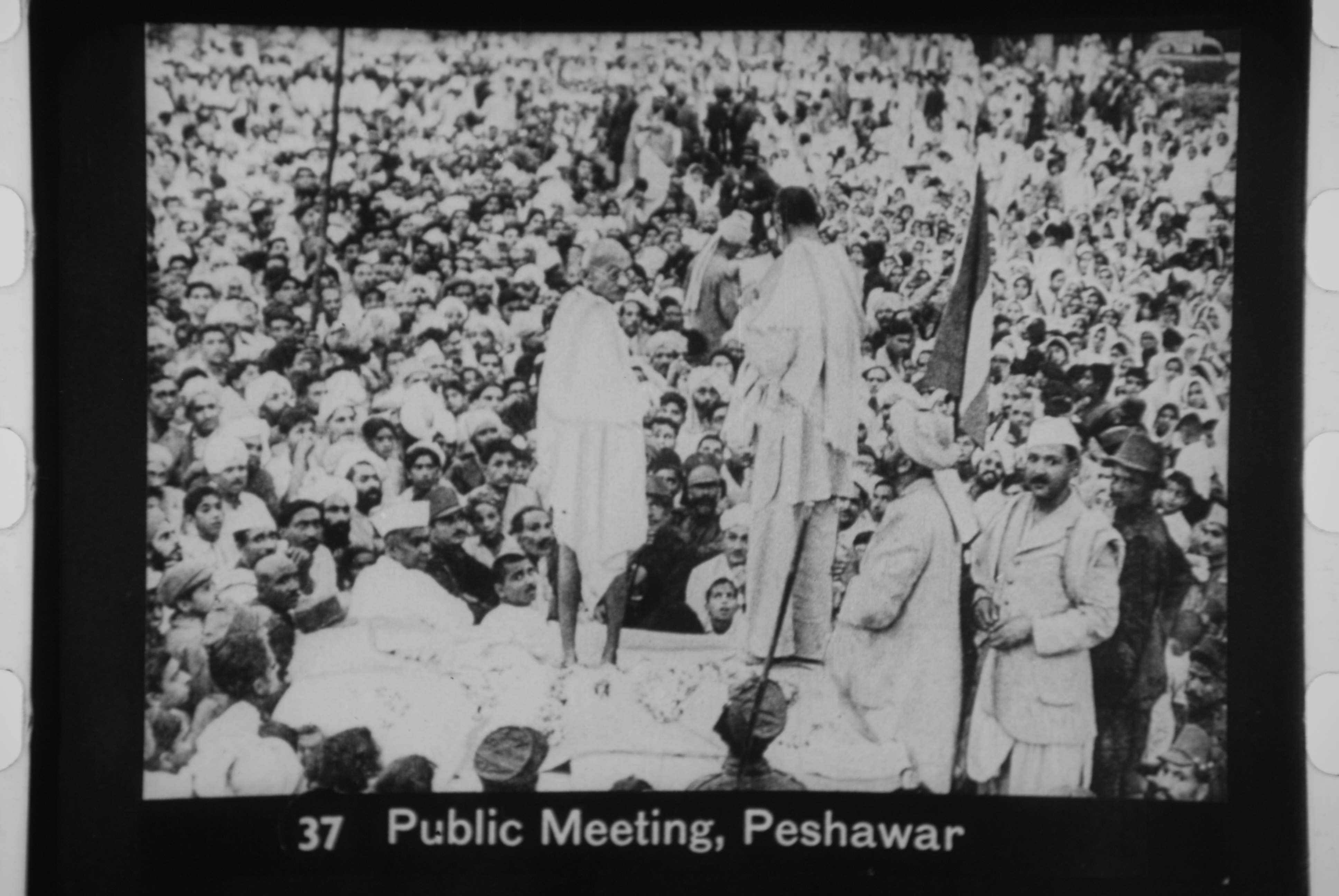
Bacha Khan e Gandhi encontram-se com ativistas do Khudai Khitmatgar.

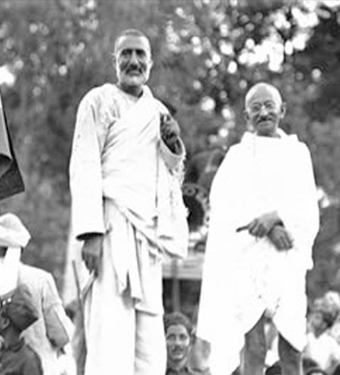
Ghaffar Khan e Gandhi.

Khudai Khidmatgar (em pastó: خداۍ خدمتګار; literalmente "servos de Deus") foi um movimento pacifista que reuniu principalmente pastós para lutar contra o domínio colonial britânico na Índia; ele tinha sua base na província da Fronteira Noroeste (atualmente Khyber Pakhtunkhwa, Paquistão).
Abdul Ghaffar Khan, um ativista pacifista e líder espiritual dos pastós, foi o fundador e líder do movimento. Ele era chamado de Bacha Khan (Rei dos Chefes), Badshah Khan (Rei Khan) ou Sarhadi Gandhi (Gandhi da Fronteira) por seus seguidores e admiradores.
O movimento surgiu como uma sociedade de reforma social chamada Anjuman-e-Islah-e Afghania, que buscava educar os pastós e acabar com as disputas de sangue entre eles. Com o tempo, o movimento se tornou mais envolvido na luta política contra o domínio colonial britânico na Índia. Em 1929, os líderes do movimento foram banidos da província e muitos foram presos pelas autoridades britânicas. Eles procuraram apoio de outros partidos políticos indianos, como a Liga Muçulmana e o Congresso Nacional Indiano. A Liga Muçulmana os rejeitou em 1929, mas o Congresso Nacional Indiano os aceitou como aliados e membros. O movimento teve um papel importante no movimento de independência da Índia, especialmente na província da Fronteira Noroeste.
Após uma forte pressão popular na Índia, os britânicos libertaram Bacha Khan e permitiram que o movimento funcionasse livremente. Em 1935, eles concederam um direito de voto limitado aos homens da província da Fronteira Noroeste. Nas eleições de 1937, os Khudai Khidmatgars formaram uma coalizão com o Partido do Congresso e venceram a maioria dos assentos. O irmão de Bacha Khan, Khan Abdul Jabbar Khan (Dr. Khan Sahib) tornou-se o Ministro-Chefe da província. No entanto, o movimento sofreu outra onda de repressão por sua participação no Movimento Quit India em 1940; além disso, ele enfrentou a oposição da Liga Muçulmana, que defendia a criação do Paquistão. Em 1946, os Khudai Khidmatgars mantiveram sua aliança com o Partido do Congresso e venceram novamente as eleições; o Dr. Khan Sahib continuou como Ministro-Chefe. Os Khudai Khidmatgars eram contra a partição da Índia e se aliaram ao Congresso Nacional Indiano e à Conferência Muçulmana Azad da Índia, que representava os muçulmanos contrários à divisão. Quando o Congresso Nacional Indiano aceitou o plano de partição sem consultar os líderes dos Khudai Khidmatgars, Bacha Khan ficou muito decepcionado e disse ao Congresso "vocês nos jogaram aos lobos". Em junho de 1947, os Khudai Khidmatgars aprovaram a Resolução Bannu [en], na qual pediam que os pastós tivessem a escolha de formar um estado independente de Pastunistão, que incluiria todos os territórios pastós da Índia britânica, em vez de fazer parte do Paquistão. Mas os britânicos ignoraram essa demanda.

## Ideologia

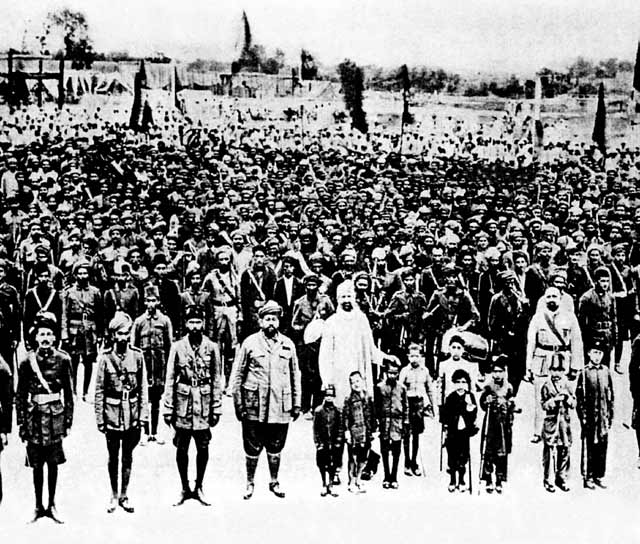
Khudai Khidmatgar

Inspirado por Abdul Ghaffar Khan, o movimento adotava protestos não violentos e fundamentava suas ações em um contexto islâmico. Khan não considerava o Islã e a não violência como contraditórios. O movimento era essencialmente não sectário, abrangendo muçulmanos e também alguns hindus. Em diversas ocasiões, os membros do Khidmatgar socorreram hindus e sikhs que foram atacados em Pexauar, salvando suas vidas e propriedades. Nesse sentido, o Khuda Khidmatgar promovia a unidade entre hindus e muçulmanos [en].
"O Sagrado Profeta Maomé veio a este mundo e nos ensinou 'É muçulmano aquele que não agride ninguém com palavras ou ações, mas que se dedica ao bem-estar e à felicidade das criaturas de Deus'. Crer em Deus é amar o próximo". – Khan Abdul Ghaffar Khan
"Não há nada de extraordinário em um muçulmano ou um pastós como eu aderir ao princípio da não-violência. Não é um princípio novo. Ele foi praticado há mil e quatrocentos anos pelo Profeta durante todo o período em que esteve em Meca". – Khan Abdul Ghaffar Khan

## Explore também
- All India Pakhtoon Jirga-e-Hind
- Nacionalismo composto [en]
- Bacha Khan
- Faqir de Ipi [en]
- Sahibzada Abdul Qayyum Khan (não confundir com Abdul Qayyum Khan Kashmiri)
- Movimento Khilafat [en]
- Frontier Crimes Regulation
- Khan Roshan Khan
- Qazi Ataullah Khan
- Qazi Fazal Qadir
- Partido Nacional Awami [en]
- Nonviolent Soldier of Islam (livro)